# Hinkley Point

Die Landzunge Hinkley Point mit den Kraftwerken im Hintergrund

Hinkley Point ist eine Landzunge an der Bristolkanal-Küste in Somerset (England), 5 mi (8 km) nördlich von Bridgwater und 5 mi (8 km) westlich von Burnham-on-Sea, nahe bei der Mündung des Flusses Parrett.
Die exponierte Lage ließ Hinkley Point ideal für den Bau von Windkraftwerken erscheinen. Der Vorschlag, zwölf Windräder in der Nähe der Kernkraftwerke zu errichten, wurde im Oktober 2005 jedoch abgelehnt. Die Begründung des West Somerset District Council waren Sicherheitsbedenken, dass ein Rotorblatt sich lösen und „etwas oder jemanden“ treffen könnte.

## Kernkraftwerke
- Hinkley Point A, mit zwei Magnox-Reaktoren (1965–2000)
- Hinkley Point B, mit zwei Advanced Gas-gekühlten Reaktoren (1976–2022[2])
- Hinkley Point C, mit zwei EPR (befindet sich noch im Bau)[3]